# Philadelphia and Erie Railroad
Philadelphia and Erie Railroad est la principale compagnie de chemin de fer qui desservit la Pennsylvanie entre 1861 et 1907. Elle a fusionné ensuite avec Pennsylvania Railroad (PRR).

## Historique
La ligne de Sunbury and Erie Railroad Company (aussi appelée Erie and Sunbury Railroad) a été déclarée d'utilité publique par l'Assemblée de Pennsylvanie en 1837, et chargée de relier toutes les villes entre Sunbury et Erie (Pennsylvanie). En raison de problèmes financiers, les premiers travaux ne purent commencer qu'en 1852, après le vote d'une loi d'exemption d'impôts. Ensuite, dès le mois de décembre 1854, 45 km de voie ont été posés entre Milton (un aiguillage des lignes de Catawissa Railroad) et Williamsport. La ligne avait relié Sunbury en 1855, à 64 km de Milton, mais elle était toujours précaire, la santé financière du projet étant lourdement affectée par la panique de 1857. Elle rallia malgré tout la gare suivante, le port fluvial de Lock Haven, en 1859. Pour accélérer les travaux, Sunbury & Erie démarra un nouveau tronçon au sud-est, qui permit de relier Erié à Warren (100 km), dès 1859 ; mais l'atmosphère politique qui déboucha sur la guerre de Sécession, puis le manque de main d’œuvre consécutif à la mobilisation, interrompirent pour trois ans les travaux de construction.
En 1861, la Pennsylvania General Assembly adopta un train de mesures destinées à alléger la dette de la compagnie ferroviaire de l’État, et la rebaptisa Philadelphia and Erie Railroad (P&E). Des décrets autorisaient en outre les compagnies ferroviaires à se louer les voies entre elles, et c'est ainsi que PRR conclut un bail emphytéotique avec Philadelphia & Erie en 1862. Quelques mois plus tard, PRR prit le contrôle de P&E.
Le tronçon central jusqu'à Erié était parachevé en octobre 1864. Le New York Times y voyait un outil essentiel pour l'acheminement du pétrole depuis les puits du nord-ouest de la Pennsylvanie et le port de Philadelphie. La gare d'Union Station (Érié) a été mise en service le 1er octobre 1865.
P&E aménagea un grand terminal à charbon sur le lac Érié en 1866, mais dès l'année suivante, il fallut étendre les quais d’Érié pour prendre en charge l'afflux de minerai depuis les États du Middle West. Malgré ces nouvelles infrastructures, la P&E, confrontée à une compétition féroce avec New York Central Railroad, ne pouvait faire face à ses dettes. En l'espace de trois décennies, elle dut éponger les pertes consécutives aux tempêtes et inondations, à l'incendie d'un pont en bois, et divers accidents d'exploitation.
P&E a formellement fusionné avec PRR au mois de mai 1907. De 1866 à 1968, les deux compagnies exploitaient un grand atelier de réparation (25 voies) sur le site de Renovo (Pennsylvanie). À partir des années 1920, toutefois, les ateliers furent progressivement transférés de Renovo à Altoona. La Seconde Guerre mondiale y maintint cependant une forte activité de constructions mécaniques ; mais après 1945, le nombre d'ouvriers décrut de 2 000 à moins de 250 en 1966.